# Горн (Звёздный путь)
Горн (англ. Gorn) — являются вымышленным внеземным гуманоидным видом рептилий из американской научно-фантастической франшизы «Звёздный путь». Впервые появляются в эпизоде 1967 года «Арена» оригинального сериала, в котором капитан Кирк сражается с неназванным Горном на каменистой планете. Сцена боя стала одной из самых запоминающихся сцен оригинального сериала, отчасти из-за медленного и неуклюжего движения Горна, которое некоторые зрители сочли непреднамеренно комичным.
С тех пор Горн появлялись или упоминались в различных книгах, видеоиграх и других средствах массовой информации касаемых «Звёздного пути», включая эпизод 1973 года «Ловушка времени» из «Звёздного пути: Анимационного сериала». Наконец, они вновь появились в эпизоде 2005 года «В зеркале тёмном..., часть 2» сериала «Звёздный путь: Энтерпрайз», на этот раз с более угловатым внешним видом и с использованием компьютерной анимации.

## История во франшизе
Согласно Техническому руководству Звёздного Флота, Горны происходят с планеты Тау Ласерта IX.
Горны контактировали с Синдикатом Ориона еще в 2154 году. Название их правительства звучит в эпизоде «Связанный» сериала «Звёздный путь: Энтерпрайз», как Гегемония Горна.
В эпизоде «Арена» звездолёт Энтерпрайз преследует инопланетный корабль ранее неизвестной конструкции после того, как он напал на земную колонию. Сильная раса, известная как Метроны, заставляет капитанов обоих кораблей сражаться, чтобы разрешить спор. Во время эпизода выясняется, что инопланетная раса называет себя Горном. Этот первый контакт с Объединённой федерацией планет произошел на планете Цеста III в 2267 году.
Горны вновь появляются в эпизоде «Ловушка времени» мультсериала «Звёздный путь».
Хотя Горны предъявляли территориальные претензии в системе Цестус в 2267 году, Федерация уже к 2371 году имела здесь поселение, что указывает на то, что позднее напряжение смягчилось или Горны уступили территорию.
В 2005 году в сериале «Звёздный путь: Энтерпрайз» Горн (хотя и в Зеркальной Вселенной) фигурировал в эпизоде «В зеркале тёмном..., часть 2». В этом эпизоде Горн (которого звали Слар) был надзирателем группы рабов, принадлежащих толианам Зеркальной Вселенной, в попытке украсть технологии со звездолёта Дефайнт NX-74205, которые были перенесены в Зеркальную Вселенную из наш. Слар спрятался в коридорах корабля и убил нескольких членов экипажа, пока его не убил капитан Джонатан Арчер.
Согласно интервью, которое дал Джон Логан в фильме 2003 года «Звёздный путь: Возмездие», должен был появиться Горн в роли друга Ворфа на холостяцкой вечеринке Уильяма Райкера, но эта сцена не попала в финальную версию фильма.

## Образ
Горн был разработан художником Ва Чангом и изображен на Арене в виде шипящего, медлительного, но смертоносного зверя. Капитана Горна изображали Билл Блэкберн и Бобби Кларк, а озвучивал Тед Кэссиди.
В мультсериале Горн оказался менее жестоким, чем в «Оригинальном сериале».
В сериале «Звёздный путь: Энтерпрайз» внешний вид Горна Слара был разработан и визуализирован с использованием компьютерной анимации и отличался от оригинального внешнего вида; наиболее очевидным из них является отсутствие сложных глаз. Слар также двигался намного быстрее, чем тот с которым сражался капитан Кирк. Поскольку действие «В зеркале тёмном...» происходит полностью в Зеркальной вселенной, контакт между Империей Терран и существом не противоречит первому контакту, увиденному в эпизоде «Арена».

## В других источниках

### Книги
- Горн появляется в романе 2005 года STAR TREK - Инженерный корпус Звездного Флота №44: Где время остановилось, продолжении анимационного эпизода, упомянутого выше.
- Горн появляется в книге «Звездный путь: Следующее поколение» № 32, Реквием.
- Горн, чье имя звучит как «Рррк», управляет баром в Арктуре (городе, планете и звезде с тем же именем) в романе «Потерянные годы».
- Горны представлены в романе Pocket Books 2010 года «Звездный путь: Пакт Тифона - захватить огонь». Они также появляются в трилогии «Звездный путь: Судьба» и романе TNG «Холодные уравнения: бесшумное оружие». В этих романах Горны присоединились к межзвездному миру. организация, известная как Пакт Тифона (состоящая из горнов, ромулан, толийцев, бринов, Ценкети и Киншая).
- Двойники Горна в зеркальной вселенной появились в Star Trek: Mirror Universe - Rise Like Lions. *
- Кирк упоминает свою битву с Горном в диалоге с ромуланским командиром в романе 1977 года «Цена Феникса».

### Комиксы
- Традиция захоронения Горна обсуждалась в выпуске Marvel Comics «Star Trek Unlimited».
- Горн появился в первом DC Comics «Звёздный путь» в 1984 году. Кости отмечает, что у него нет достаточно сильного транквилизатора, чтобы вырубить Горна.
- Родной мир Горна и правительственная палата показаны в комиксе «Звёздный путь: Новое поколение» в мягкой обложке «Кризис Горна».

### Видеоигры
- Мини-кампания с врагом и союзником Горна появляется в игре для SNES и в игре «Starfleet Academy» для PC. Есть видеоролики с участием Горна, изображенного с помощью марионетки. Корабли также доступны в режиме схватки и в многопользовательских играх.
- Горн появляется в компьютерной игре «Starfleet Command».
- Корабли Горна появляются в компьютерной игре «Klingon Academy». Также ими можно играть в режиме схватки.
- Корабли Gorn появились в «FASA Starship Combat Simulator». Версии MA-12 и BH-2 из свинцового сплава были доступны в конце 1980-х годов.
- Горн появляется в игре «Nintendo Star Trek: 25th Anniversary».
- Горны доступны как одна из игровых рас для Клингонской Империи в компьютерной игре «Star Trek Online». Шутки о «Горне» стали постоянным приколом в онлайн-чате и породили фан-сайт этого вида[8].
- Доктор Маккой упомянул об экстренной доставке выводка из восьми горнов, отметив, что «эти маленькие ублюдки кусаются!» в фильме 2013 года «Стартрек: Возмездие». Скорее всего, это отсылка к Star Trek из видеоигры 2013 года из-за того, что Маккой выполняет кесарево сечение Горна в игре.
- Кирк и Спок сражаются с Горном в видеоигре «Звездный путь 2012»[9].
- Горн появляются в видеоигре «Звёздный путь» 2013 года, действие которой происходит в альтернативной вселенной фильма «Звёздный путь 2009 года». Действие разворачивается между первым фильмом и его продолжением. Горн появляются как враги, атакующие колонию Нью-Вулкан. Показанные Горны изображены как жестокая раса империалистических внегалактических завоевателей, которые уже захватили их галактику, прежде чем перейти в Млечный Путь. Показано, что у них есть жесткая кастовая система, основанная на цвете кожи и уровне интеллекта. Причём более умные Горны служат солдатами, в то время как примитивные выполняют роль атакующих собак. Эти Горны гораздо более похожи на инопланетян и не всегда полностью двуногие, как в ранних изображениях. Их отношения с Горном оригинального сериала не известны.
- В «Star Trek: Starfleet Command» и «Star Trek: Starfleet Command II: Empires at War» правительство Горна называлось Конфедерацией Горна.
- Раса Горн также появляется в альтернативной неканонической вселенной Звёздного флота, представленной в ряде игр от Amarillo Design Bureau Inc., а также в первых двух играх «Star Fleet Command» (и автономном дополнении «Orion Pirates для Starfleet Command II») из Талдрена. Это не считается каноном в фильмах или сериалах «Звёздный путь». В этом континууме Конфедерация Горн - могущественная империя, расположенная в центре Ромуланской Звездной Империи, также граничащая с Объединенной Федерацией планет и Межзвёздным Конкордиумом. Он состоит из трех генетически связанных рас, каждая из соседней звёздной системы, известной как Гдар I, Гдар II и Гдар III. Они изображаются как более цивилизованная и культурная раса, чем во вселенной Звёздного пути у Paramount.
- В Y174 они вступают в союз с Гегемонией Кзинов, Королевствами гидранов, Федерацией и Толианским Оплотом в Генеральной войне. Союз между Горнами и Федерацией - после короткого конфликта из-за недоразумения относительно колонии Федерации на Цестусе III, мире Горнов - представляет собой один из немногих союзов, основанных на взаимном доверии и стремлении к дружбе, а не на политическом удобстве. Они враждебно настроены по отношению к ромуланам, с которыми граничат с Межзвёздным Конкордиумом, и были среди первых рас, ощутивших последствия Войны за умиротворение ISC.

### Игрушки
- Статуя Горна в натуральную величину была выставлена в музее истории будущего в аттракционе «Звездный путь: опыт» в Лас-Вегасе Хилтон. С момента закрытия аттракциона текущее местонахождение фигуры неизвестно.
- Фигурки Горна были доступны на протяжении многих лет, в том числе линия Mego 1970-х годов, появляющаяся в телевизионных рекламных роликах этой линии.

## В популярной культуре
- В американской научно-популярной программе «Разрушители легенд» на канале Discovery Channel, в котором используются элементы научного метода для проверки достоверности слухов, мифов, сцен из фильмов, высказываний, интернет-видео и новостных сюжетов, целью которого является доказать, возможно ли, что капитан Кирк сконструировал эффективную бамбуковую пушку, которая могла бы ранить Горна, как показано в кульминации «Арены». Их испытание показало, что доступный бамбук не был достаточно прочным, чтобы выдержать взрыв.  При этом Кирк был бы серьёзно ранен или убит, а Горн получил бы лишь легкие ранения. Однако новеллизация эпизода Джеймса Блиша показала, что, хотя растение выглядело как бамбук, на самом деле в нем было высокое содержание металлов, настолько, что оно издавало отчетливый металлический звук, когда Кирк ударил его, подразумевая, что оно было сильнее, чем Земляной бамбук.
- В эпизоде 2001 года сериала Гриффины «Поцелуй на весь мир» Нил Голдман играет сцену боя из эпизода «Арена» в классе, показывая капитана Кирка, сражающегося с Горном, указывая, когда это Уильям Шатнер играет капитана Кирка и его дублер «"Фред Лаббинс». На самом деле дублером этой сцены был Дик Диал.
- Горн показан читающим журнал Горн и сидящим на месте Шелдона в эпизоде 4 сезона «Недостаточность извинений» телесериала «Теории большого взрыва».
- В фильме «Пол» 2011 года главные герои играют с маской Горна.
- Горн показан в конце сна Шелдона Купера в эпизоде 5 «Неисправность транспортера» (2012) сезона «Теории большого взрыва».
- Горн появился в 6-м эпизоде 2012 года «В постели в окружении любимых» сезона сериала «Робоцып», в котором Кирк имеет «космический герпес 3 стадии» и контактирует с людьми, с которыми занимался сексом. Одна из таких встреч включает Горна (озвучивает Фред Таташор), с которыми они недолго сражаются, прежде чем разобраться.
- Горн появился с Уильямом Шатнером в превью / рекламе игры «Star Trek 2» в 2013 году[10].